# 正规算子
在数学中，尤其是泛函分析领域，一个复希尔伯特空间{\displaystyle H}上的正规算子（英語：normal operator）{\displaystyle N:H\to H}，是一个与其埃尔米特伴随{\displaystyle N^{*}}可交换的连续线性算子，即{\displaystyle NN^{*}=N^{*}N}。

## 例子
- 一个幺正算符{\displaystyle T}满足{\displaystyle T^{*}T=TT^{*}=I}，即幺正算符与它的伴随互为逆变换。显然幺正算符的定义中即说明了它必然是一个正规算子。
- 一个厄米算符{\displaystyle T}满足{\displaystyle T^{*}=T}。由于任何一个算子与它自身都是可交换的，于是所有厄米算符都是正规的。